# Kesselschlacht bei Smolensk
1941: Białystok-Minsk – Dubno-Luzk-Riwne – Smolensk – Uman – Kiew – Odessa – Leningrader Blockade – Wjasma-Brjansk – Charkow – Rostow – Moskau – Tula

1942: Rschew – Charkow – Ljuban/Wolchow – Kertsch/Sewastopol – Fall Blau – Kaukasus – Stalingrad – Operation Mars

1943: Woronesch-Charkow – Operation Iskra – Nordkaukasus – Charkow – Kursk – Orjol – Donez-Mius – Donbass – Belgorod-Charkow – Smolensk – Dnepr – Kiew

1944: Dnepr-Karpaten – Leningrad-Nowgorod – Krim – Wyborg–Petrosawodsk – Operation Bagration – Lwiw-Sandomierz – Jassy–Kischinew – Belgrad – Petsamo-Kirkenes – Baltikum – Karpaten – Ungarn

1945: Kurland  – Weichsel-Oder – Ostpreußen – Westkarpaten – Niederschlesien – Ostpommern – Plattensee – Oberschlesien – Wien – Oder – Berlin – Prag
Die Kesselschlacht bei Smolensk vom 10. Juli bis zum 10. September 1941 war eine Schlacht zwischen der deutschen Wehrmacht und der Roten Armee während des Deutsch-Sowjetischen Krieges im Zweiten Weltkrieg. Namensgebend ist die Stadt Smolensk am Dnepr im Westen Russlands nahe zu Weißrussland.
Neben der großen am 5. August abgeschlossenen Smolensker Kesselschlacht umfasst die großräumig geführte Operation auch weitere deutsche Angriffe und mehrere sowjetische Gegenangriffe:
- Schlacht um Mogilew (12. – 26. Juli 1941)
- Schlacht um Bobruisk (13. – 17. Juli 1941)
- Rogatschew-Shlobiner Operation (13. – 24. Juli 1941)
- Schlacht um Gomel (12. – 19. August 1941)
- Offensive um Duchowschtschina (8. August – 8. September 1941)
- Jelnja-Offensive (30. August – 8. September 1941)
- Roslawl-Nowosybkower Operation (30. August – 12. September 1941)

## Hintergrund
Nach der Niederlage in der Kesselschlacht bei Białystok und Minsk, in der drei sowjetische Armeen der Westfront zerschlagen worden waren, baute die Rote Armee Anfang Juli 1941 in der Gegend um Smolensk mit insgesamt 42 Divisionen eine neue Verteidigungslinie auf. Vier bisher in Reserve befindliche Armeen (19., 20., 21. und 22.) sollten einen Übergang der Heeresgruppe Mitte über die Flüsse Dnepr und Westliche Dwina sowie die „Landbrücke“ zwischen Witebsk, Orscha und Smolensk verhindern. Die Hauptstadt Moskau war nur noch 400 Kilometer entfernt.

## Aufmarsch
Den Befehl über die Westfront hatte am 29. Juni Generaloberst Andrei Iwanowitsch Jerjomenko übernommen, nachdem der bisherige Frontbefehlshaber Dmitri Grigorjewitsch Pawlow wegen „Versagens“ abberufen worden war. Am 2. Juli übernahm schließlich Marschall Semjon Konstantinowitsch Timoschenko die Front, der am gleichen Tag die fünf Reservearmeen sowie die sich noch formierende 16. Armee unterstellt wurden. Zusätzlich wurden der Westfront sechs bisher noch nicht eingesetzte Mechanisierte Korps mit insgesamt mehr als 2000 Panzern als Ersatz für die bisherigen Verluste unterstellt und von der Stawka die Mobilisierung und Bereitstellung weiterer Reserven beschleunigt. Fünf neu formierte Armeen waren in der ersten Staffel auf breiter Front zwischen Idriza im Norden und Retschiza im Süden aufmarschiert.

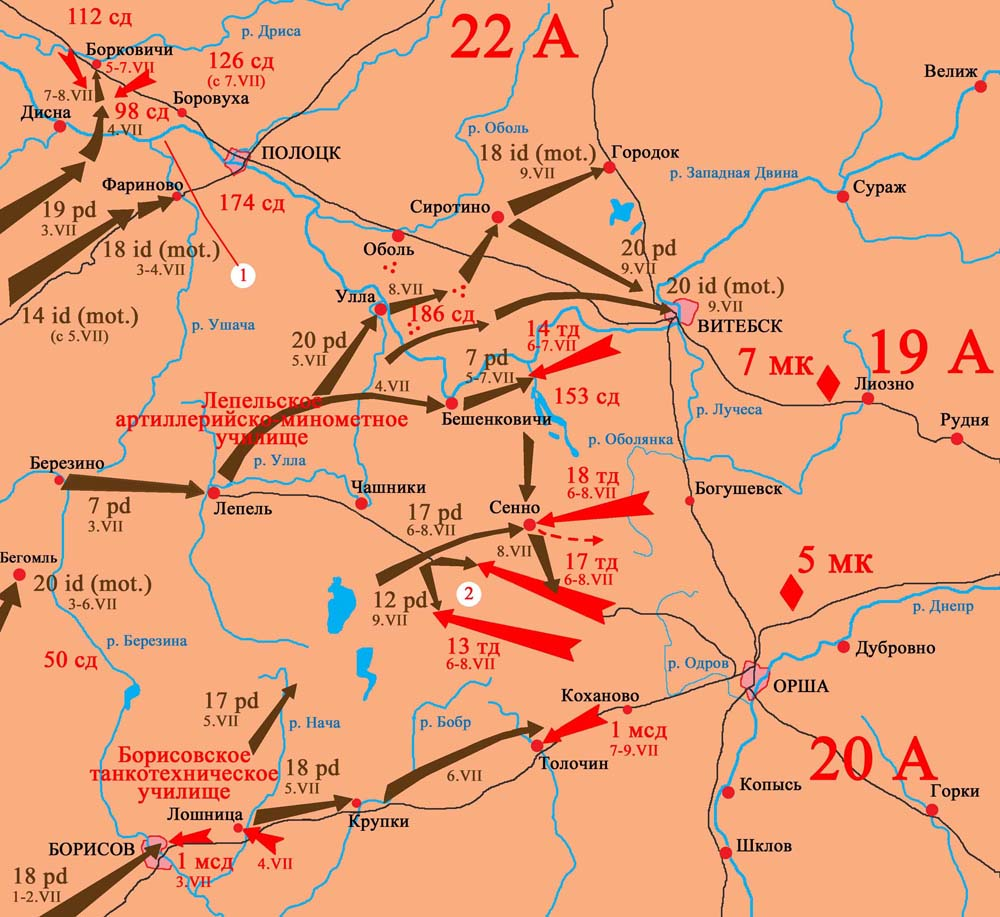
Kämpfe um den Zugang zur Dnepr-Dwina-Linie Anfang Juli 1941

- Auf der rechten Flanke der Westfront verteidigte die 22. Armee unter Generalleutnant F. A. Jerschakow, an seiner linken Flanke deckte die 19. Armee unter Generalleutnant I. S. Konew.
- Die im deutschen Hauptangriffsfeld liegende 20. Armee unter Generalleutnant P. A. Kurotschkin versuchte die Angriffe zwischen Witebsk und Orscha zu stoppen. Südlich davon – noch am linken Ufer des Dnjepr bis Rogatschew operierte die 13. Armee unter Generalleutnant Remesow.
- Die Truppen der 21. Armee unter Generaloberst Kusnezow standen am Südflügel der Front zwischen Rogatschew bis Retschiza. Zwischen der 13. und 21. Armee zogen sich die Reste der aus dem Kessel von Minsk entkommenen 4. Armee (Oberst Sandalow) zurück.

In der zweiten Staffel der Front – wurde zunächst zum Schutz von Smolensk zusätzlich die 16. Armee (32. und 44. Schützenkorps) unter Generalleutnant Michail F. Lukin konzentriert.
Zur Unterstützung dieser Armeen waren mehrere mechanische Korps aus der Reserve freigegeben:
- 5. Mechanisiertes Korps (13. und 17. Panzerdivision sowie 109. mot. Schützendivision) unter Generalmajor Alexsenko
- 7. Mechanisiertes Korps (14. und 18. Panzerdivision sowie 1. mot. Schützendivision) unter Generalmajor Winogradow
- 20. Mechanisiertes Korps (26. und 38. Panzerdivision sowie 210. mot. Schützendivision) unter Generalmajor N. D. Wedenejew
- 23. Mechanisiertes Korps (48. und 51. Panzerdivision sowie 220. mot. Schützendivision) unter Generalmajor M. A. Mjasnikow
- 25. Mechanisiertes Korps (50. und 55. Panzerdivision sowie 219. mot. Schützendivision) unter Generalmajor Kriwoschein
- 27. Mechanisiertes Korps (9. und 53. Panzerdivision sowie 221. mot. Schützendivision) unter Generalmajor Petrow

### Einleitungskämpfe
Auf deutscher Seite übernahm am 3. Juli Generalfeldmarschall Günther von Kluges Armeeoberkommando 4 die Kontrolle über die beiden Panzergruppen der Heeresgruppe Mitte, um mit diesen den Übergang über die Flusslinie zu erzwingen, während die Infanteriedivisionen der 9. und 2. Armee noch mit der Ausräumung des Kessels von Minsk beschäftigt waren.
Am 5. Juli hatte die 3. Panzer-Division (XXIV. Armeekorps (mot.)) den Dnepr bei Rogatschew erreicht, die 1. Kavallerie-Division stand am Südflügel der Panzergruppe 2 ostwärts von Sluzk, die 4. Panzer-Division forcierte den Dnepr bei Stary Bychow. Die 10. Panzer-Division erkämpfte bei Beresino einen weiteren Übergang über die Beresina und die 10. Infanterie-Division (mot.) erreichte Bobruisk. Teile der 17. Panzer-Division wurden auf Borissow vorgezogen, während die 18. Panzer-Division den Natscha-Abschnitt erreichte.

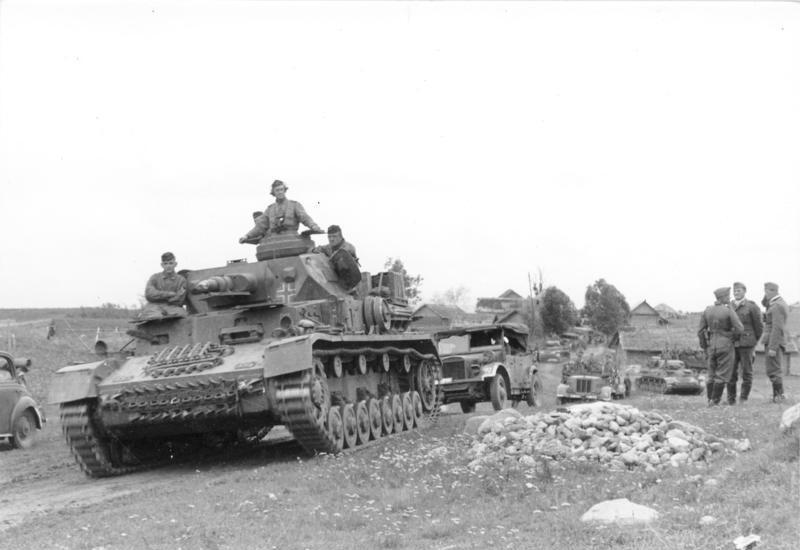
Vormarsch eines deutschen Panzer IV

Am 4. Juli errichtete die Panzergruppe 3 westlich von Witebsk einen Brückenkopf am Ostufer der Düna. Am 3. Juli überquerte die 19. Panzer-Division des LVII. Armeekorps (mot.) die westliche Düna in der Nähe von Disna. Teile des XXXIX. Armeekorps (mot.) besetzten Lepel, Vorausabteilungen erreichten den Ula-Abschnitt und Beschenkowitschi. Vom 6. bis 9. Juli wurde ein Gegenstoß der sowjetischen 17. und 18. Panzerdivision in der Schlacht von Senno durch die von der deutschen Luftwaffe massiv unterstützte 7. Panzer-Division abgefangen.
Nach Anweisungen des Generalfeldmarschalls von Bock sollte General Heinz Guderians Panzergruppe 2 den Hauptstoß auf Smolensk entlang der Straße von Borissow über Orscha führen, während General Hermann Hoths Panzergruppe 3 nördlich über Polozk (mit einem Nebenstoss auf Newel) und Witebsk vorgehen sollte. Die Panzerspitzen beider Gruppen sollten sich bei Jarzewo, 50 Kilometer nordöstlich von Smolensk, treffen und so – zusammen mit der nachrückenden Infanterie – den Kessel um die Verteidiger schließen.

## Vergleich der Kräfte
| Westfront (Marschall der Sowjetunion Semjon Konstantinowitsch Timoschenko) |                                                                            |                                                                           | |
|                                                                            | 22. Armee (Generalleutnant Filip Afanassjewitsch Jerschakow)               |                                                                           | |
|                                                                            |                                                                            | 51. Schützenkorps (Generalmajor Akim Markowitsch Markow)                  | |
|                                                                            |                                                                            |                                                                           | 98. Schützendivision (Oberst Mihail Semenowitsch Jewsjukow)                                                              |
|                                                                            |                                                                            |                                                                           | 112. Schützendivision (Oberst Iwan Andrejewitsch Kopjak)                                                                 |
|                                                                            |                                                                            |                                                                           | 170. Schützendivision (Generalmajor Tichon Konstantinowitsch Silkin)                                                     |
|                                                                            |                                                                            | 62. Schützenkorps (Generalleutnant Iwan Petrowitsch Karmanow)             | |
|                                                                            |                                                                            |                                                                           | 174. Schützendivision (Brig.kom. Alexei Iwanowitsch Sygin ab 3. September Generalmajor Pawel Fedosejewitsch Ilinitsch)   |
|                                                                            |                                                                            |                                                                           | 126. Schützendivision (Oberst Jefim Wassiljewitsch Bedin)                                                                |
|                                                                            |                                                                            |                                                                           | 186. Schützendivision (Generalmajor Nikolai Iwanowitsch Birjukow)                                                        |
|                                                                            |                                                                            |                                                                           | 214. Schützendivision (Generalmajor Anatoli Nikolajewitsch Rozanow)                                                      |
|                                                                            |                                                                            | 29. Schützenkorps (Generalmajor Alexander Georgjewitsch Samochin)         | |
|                                                                            |                                                                            |                                                                           | 179. Schützendivision (Oberst Nikolai Grigorjewitsch Gwosdew)                                                            |
|                                                                            |                                                                            |                                                                           | 50. Schützendivision (Generalmajor Arkadi Alexandrowitsch Borejko)                                                       |
|                                                                            | 19. Armee (Generalleutnant Iwan Stepanowitsch Konew)                       |                                                                           | |
|                                                                            |                                                                            | 25. Schützenkorps (Generalmajor Sergei Michailowitsch Chestochwalow)      | |
|                                                                            |                                                                            |                                                                           | 162. Schützendivision (Oberst Nikolai Fjodorowitsch Kolkunow)                                                            |
|                                                                            |                                                                            |                                                                           | 134. Schützendivision (Brig.kom. Wladimir Kusmitsch Basarow)                                                             |
|                                                                            |                                                                            | 34. Schützenkorps (Generalleutnant Rafail Pawlowitsch Chmelnitzki)        | |
|                                                                            |                                                                            |                                                                           | 127. Schützendivision (Generalmajor Fjodor Gawrilowitsch Kornejew)                                                       |
|                                                                            |                                                                            |                                                                           | 129. Schützendivision (Generalmajor Awksenti Michailowitsch Gorodnjanski)                                                |
|                                                                            |                                                                            |                                                                           | 158. Schützendivision (Oberst Vitali Iwanowitsch Nowoschilow)                                                            |
|                                                                            |                                                                            | 23. Mechanisiertes Korps (Generalmajor Michail Akimowisch Mjasnikow)      | |
|                                                                            |                                                                            |                                                                           | 48. Panzerdivision (Oberst Dmitri J. Jakowlew)                                                                           |
|                                                                            |                                                                            |                                                                           | 51. Panzerdivision (Oberst Pjotr G. Tshernow)                                                                            |
|                                                                            |                                                                            |                                                                           | 220. Motorisierte Division (Oberst Nikifor G. Chorunschenko)                                                             |
|                                                                            | 20. Armee (Generalleutnant Pawel Alexejewitsch Kurotschkin)                |                                                                           | |
|                                                                            |                                                                            | 69. Schützenkorps (Generalmajor Jewdokim Andrejewitsch Mogiljowschik)     | |
|                                                                            |                                                                            |                                                                           | 153. Schützendivision (Oberst Nikolai Alexandrowitsch Gagen)                                                             |
|                                                                            |                                                                            |                                                                           | 229. Schützendivision (Generalmajor Mihail Iwanowitsch Kozlow)                                                           |
|                                                                            |                                                                            |                                                                           | 233. Schützendivision (Oberst Grigory Fedorowitsch Kotow)                                                                |
|                                                                            |                                                                            | 5. Mechanisiertes Korps (Generalmajor Ilja Prokofjewitsch Alexsenko)      | |
|                                                                            |                                                                            |                                                                           | 13. Panzerdivision (Oberst Fedor Ustinowitsch Gratschew)                                                                 |
|                                                                            |                                                                            |                                                                           | 17. Panzerdivision (Oberst Iwan Petrowitsch Korschagin)                                                                  |
|                                                                            |                                                                            |                                                                           | 109. Motorisierte Division (Oberst Nikolai Pawlowitsch Krasnoretzki)                                                     |
|                                                                            |                                                                            | 2. Schützenkorps (Generalmajor Arkadi Nikolajewitsch Jermakow)            | |
|                                                                            |                                                                            |                                                                           | 100. Schützendivision (Generalmajor Iwan Nikitsch Russijanow)                                                            |
|                                                                            |                                                                            |                                                                           | 161. Schützendivision (Oberst Alexei Iosifowitsh Michailow)                                                              |
|                                                                            |                                                                            |                                                                           | 18. Schützendivision (Oberst K. W. Swiridow)                                                                             |
|                                                                            |                                                                            |                                                                           | 73. Schützendivision (Oberst A. I. Akimow)                                                                               |
|                                                                            |                                                                            |                                                                           | 144. Schützendivision (Generalmajor M. A. Pronin)                                                                        |
|                                                                            | 16. Armee (Generalleutnant Michail Fjodorowitsch Lukin)                    |                                                                           | |
|                                                                            |                                                                            | 32. Schützenkorps (General T. K. Kolomjez)                                | |
|                                                                            |                                                                            |                                                                           | 46. Schützendivision (Generalmajor Alexander Alexejewitsch Filatow)                                                      |
|                                                                            |                                                                            |                                                                           | 152. Schützendivision (Oberst Pjotr Nikolajewitsch Tschernyschew)                                                        |
|                                                                            |                                                                            | 44. Schützenkorps (Generalmajor Wassili Alexandrowitsch Juschkewitsch)    | |
|                                                                            |                                                                            |                                                                           | 64. Schützendivision (Oberst Afanasi Sergejewitsch Grjasnow)                                                             |
|                                                                            |                                                                            |                                                                           | 108. Schützendivision (Generalmajor Nikolai Iwanowitsch Orlow)                                                           |
|                                                                            |                                                                            |                                                                           | 17. Schützendivision (Brig.kom Terenti K. Batzanow)                                                                      |
|                                                                            |                                                                            |                                                                           | 49. Schützendivision (Oberst Konstantin F. Wassiljew)                                                                    |
|                                                                            |                                                                            | 7. Mechanisiertes Korps (Generalmajor Wassili Iwanowitsch Winogradow)     | |
|                                                                            |                                                                            |                                                                           | 14. Panzerdivision (Oberst Iwan Dmitrijewitsch Wasiljew)                                                                 |
|                                                                            |                                                                            |                                                                           | 18. Panzerdivision (Generalmajor Fedor Timofajewitsch Remisow)                                                           |
|                                                                            |                                                                            |                                                                           | 1. Motorisierte Schützendivision (Generalmajor Jakow G. Kreiser, ab 25. Juli Oberst Alexander Lisjukow)                  |
|                                                                            | 13. Armee (Generalleutnant F. N. Remesow, ab 26. Juli K. D. Golubew)       |                                                                           | |
|                                                                            |                                                                            | 61. Schützenkorps (Generalmajor Fjodor Alexejewitsch Bakunin)             | |
|                                                                            |                                                                            |                                                                           | 53. Schützendivision (Oberstleutnant Filip Petrowitsch Konowalow)                                                        |
|                                                                            |                                                                            |                                                                           | 110. Schützendivision (Oberst Wassili Andrejewitsch Chlebtzjew)                                                          |
|                                                                            |                                                                            |                                                                           | 172. Schützendivision (Generalmajor Michail Timofejewitsch Romanow)                                                      |
|                                                                            |                                                                            | 45. Schützenkorps (Generalmajor Jerman Jakowljewitsch Magon)              | |
|                                                                            |                                                                            |                                                                           | 148. Schützendivision (Oberst Filipp Michailowitsch Tscherokmanow)                                                       |
|                                                                            |                                                                            |                                                                           | 187. Schützendivision (Oberst Iwan Iwanowitsch Iwanow)                                                                   |
|                                                                            |                                                                            | 20. Schützenkorps (Generalmajor Stepan Illarionowitsch Jeremin)           | |
|                                                                            |                                                                            |                                                                           | 132. Schützendivision (Generalmajor Sergei Semjonowitsch Birjusow)                                                       |
|                                                                            |                                                                            |                                                                           | 137. Schützendivision (Oberst Iwan Tichonowitsch Grischin)                                                               |
|                                                                            |                                                                            |                                                                           | 160. Schützendivision (Generalmajor Iwan Michailowitsch Skugarew)                                                        |
|                                                                            |                                                                            | 4. Luftlandekorps (Generalmajor Alexei Semjonowitsch Schadow)             | |
|                                                                            |                                                                            |                                                                           | 7. Luftlandebrigade |
|                                                                            |                                                                            |                                                                           | 8. Luftlandebrigade |
|                                                                            |                                                                            | 20. Mechanisiertes Korps (Generalmajor N. D. Wedenejew)                   | |
|                                                                            |                                                                            |                                                                           | 26. Panzerdivision (Generalmajor Wiktor Timofejewitsch Obuchow)                                                          |
|                                                                            |                                                                            |                                                                           | 38. Panzerdivision (Oberst S. I. Kapustin)                                                                               |
|                                                                            |                                                                            |                                                                           | 210. Motorisierte Division (Oberst Feofan Aganowitsch Parchomenko)                                                       |
|                                                                            | 21. Armee (Generalleutnant F. I. Kusnezow, ab 15. Juli W. F. Gerassimenko) |                                                                           | |
|                                                                            |                                                                            | 63. Schützenkorps (Generalleutnant Leonidas Grigorjewitsch Petrowski)     | |
|                                                                            |                                                                            |                                                                           | 61. Schützendivision (Oberst Alexander Jemiljanowitsch Gofman)                                                           |
|                                                                            |                                                                            |                                                                           | 154. Schützendivision (Generalmajor Jakow Stepanowitsch Fokanow)                                                         |
|                                                                            |                                                                            |                                                                           | 167. Schützendivision (Generalmajor Wassili Stepanowitsch Rakowski)                                                      |
|                                                                            |                                                                            | 66. Schützenkorps (Generalmajor Fjodor Pawlowitsch Sudakow)               | |
|                                                                            |                                                                            |                                                                           | 232. Schützendivision (Generalmajor Semen Iwanowitsch Nedwigin)                                                          |
|                                                                            |                                                                            |                                                                           | 75. Schützendivision (Oberst Sergei Filippowitsch Piwowarow)                                                             |
|                                                                            |                                                                            | 67. Schützenkorps (Generalleutnant Kusma Nikitowitsch Galizki)            | |
|                                                                            |                                                                            |                                                                           | 102. Schützendivision (Oberst Spiridon Sergejewitsch Tschernjugow)                                                       |
|                                                                            |                                                                            |                                                                           | 151. Schützendivision (Generalmajor Wassili Iwanowitsch Neretin)                                                         |
|                                                                            |                                                                            |                                                                           | 117. Schützendivision (Oberst Matwej Fedorowitsch Starostin, ab 28. August Oberst Nikolai Semenowitsch Danilowitsch)     |
|                                                                            |                                                                            | 25. Mechanisiertes Korps (Generalmajor Semjon Moissejewitsch Kriwoschein) | |
|                                                                            |                                                                            |                                                                           | 50. Panzerdivision (Oberst B. S. Bacharew)                                                                               |
|                                                                            |                                                                            |                                                                           | 55. Panzerdivision (Oberst W. N. Badanow)                                                                                |
|                                                                            |                                                                            |                                                                           | 219. Motorisierte Division (Generalmajor Iwan M. Skugarew)                                                               |
|                                                                            | 4. Armee (Oberst L. M. Sandalow)                                           |                                                                           | |
|                                                                            |                                                                            | 28. Schützenkorps (Generalmajor Wassili Stepanowitsch Popow)              | |
|                                                                            |                                                                            |                                                                           | 6. Schützendivision (Oberst Michail Danilowitsch Grischin)                                                               |
|                                                                            |                                                                            |                                                                           | 42. Schützendivision (Generalmajor Iwan Sidorowitsch Lasarenko)                                                          |
|                                                                            |                                                                            |                                                                           | 55. Schützendivision (Oberst Gevork Andrejewitsch Ter-Gasparjan)                                                         |
|                                                                            |                                                                            |                                                                           | 143. Schützendivision (Oberst Georgi Alexejewitsch Kurnosow)                                                             |
|                                                                            |                                                                            | 47. Schützenkorps (Generalmajor Stepan Iwanowitsch Powetkin)              | |
|                                                                            |                                                                            |                                                                           | 121. Schützendivision (Generalmajor Pjotr Maximowitsch Sykow)                                                            |
|                                                                            |                                                                            |                                                                           | 155. Schützendivision (Generalmajor Pjotr Alexejewitsch Alexandrow)                                                      |
|                                                                            | Fronttruppen                                                               |                                                                           | |
|                                                                            |                                                                            |                                                                           | 119. Schützendivision (Generalmajor Alexander Dmitrijewitsch Beresin)                                                    |
|                                                                            |                                                                            |                                                                           | 194. Gebirgs-Schützendivision (Oberst Michail Alexandrowitsch Syjasow)                                                   |
|                                                                            |                                                                            |                                                                           | 149. Schützendivision (Generalmajor Fjodor Dmitrijewitsch Sacharow)                                                      |
|                                                                            |                                                                            |                                                                           | 24. Schützendivision (Generalmajor Terentij Kirillowitsch Batzanow)                                                      |
|                                                                            |                                                                            |                                                                           | 49. Schützendivision (Oberst Konstantin Fedorowitsch Wasiljew)                                                           |
|                                                                            |                                                                            |                                                                           | 61. Befestigtes Gebiet                                                                                                   |
|                                                                            |                                                                            |                                                                           | 62. Befestigtes Gebiet                                                                                                   |
|                                                                            |                                                                            |                                                                           | 63. Befestigtes Gebiet                                                                                                   |
|                                                                            |                                                                            |                                                                           | 65. Befestigtes Gebiet                                                                                                   |
|                                                                            |                                                                            |                                                                           | 66. Befestigtes Gebiet                                                                                                   |
|                                                                            |                                                                            |                                                                           | 68. Befestigtes Gebiet                                                                                                   |
|                                                                            |                                                                            | 17. Mechanisiertes Korps (Generalmajor M. P. Petrow)                      | |
|                                                                            |                                                                            |                                                                           | 27. Panzerdivision (Oberst A. O. Achmanow)                                                                               |
|                                                                            |                                                                            |                                                                           | 36. Panzerdivision (Oberst S. Z. Miroschnikow)                                                                           |
|                                                                            |                                                                            |                                                                           | 209. Motorisierte Division (Oberst Iwan W. Gorbenko)                                                                     |
|                                                                            | 3. Armee (nur Stab, Generalleutnant W. I. Kusnezow)                        |                                                                           | |
| Stawka-Reservearmeen                                                       |                                                                            |                                                                           | |
|                                                                            | 24. Armee (Generalmajor S. A. Kalinin)                                     |                                                                           | |
|                                                                            |                                                                            | 52. Schützenkorps (Generalleutnant Dmitri. Iwanowitsch Andrejew)          | |
|                                                                            |                                                                            |                                                                           | 91. Schützendivision (Generalmajor Nikita Fedotowitsch Lebedenko, ab 24. September Oberst Iwan Alexejewitsch Wolkow)     |
|                                                                            |                                                                            |                                                                           | 133. Schützendivision (Generalmajor Wassili Iwanowitsch Schwetzow)                                                       |
|                                                                            |                                                                            |                                                                           | 166. Schützendivision (Oberst Alexei Nasarowitsch Cholzinew, ab 30. August Oberst Michail Jakowljewitsch Dodonow)        |
|                                                                            |                                                                            | 53. Schützenkorps (Generalmajor D. M. Seleznew)                           | |
|                                                                            |                                                                            |                                                                           | 19. Schützendivision (Generalmajor Jakow Georgjewitsch Kotelnikow)                                                       |
|                                                                            |                                                                            |                                                                           | 107. Schützendivision (Oberst Pavel Wasiljewitsch Mironow)                                                               |
|                                                                            |                                                                            |                                                                           | 178. Schützendivision (Oberst Nikolai Iwanowitsch Staruchin ab 1. August Oberstleutnant Alexander Petrowitsch Kwaschnin) |
|                                                                            |                                                                            | 26. Mechanisiertes Korps (Generalmajor N. Kiritschenko)                   | |
|                                                                            |                                                                            |                                                                           | 52. Panzerdivision (Oberst G. M. Michailow)                                                                              |
|                                                                            |                                                                            |                                                                           | 56. Panzerdivision (Oberst I. D. Illarionow)                                                                             |
|                                                                            |                                                                            |                                                                           | 103. Motorisierte Division (Generalmajor W. I. Solowjew)                                                                 |
|                                                                            | 28. Armee (Generalleutnant W. Ja. Katschalow)                              |                                                                           | |
|                                                                            |                                                                            | 30. Schützenkorps (Generalleutnant Iwan Wassiljewitsch Seliwanow)         | |
|                                                                            |                                                                            |                                                                           | 89. Schützendivision (Oberst Titus Fedorowitsch Kolesnikow)                                                              |
|                                                                            |                                                                            |                                                                           | 120. Schützendivision (Oberst Konstantin Iwanowitsch Petrow)                                                             |
|                                                                            |                                                                            |                                                                           | 149. Schützendivision (Generalmajor Fedor Dmitrijewitsch Sacharow)                                                       |
|                                                                            |                                                                            | 33. Schützenkorps (Generalmajor Grigori Alexejewitsch Chaljusin)          | |
|                                                                            |                                                                            |                                                                           | 145. Schützendivision (Generalmajor Alexander Alexejewitsch Wolchin)                                                     |
|                                                                            |                                                                            |                                                                           | 217. Schützendivision (Oberst Michail Alexejewitsch Grachjew)                                                            |
|                                                                            |                                                                            |                                                                           | 222. Schützendivision (Obert Fedor Alexsandrowitsch Bobrow)                                                              |
|                                                                            |                                                                            |                                                                           | 248. Schützendivision (Generalmajor Karl Karlovich Swerchewski)                                                          |
|                                                                            |                                                                            | 27. Mechanisiertes Korps (Generalmajor Iwan Jefimowitsch Petrow)          | |
|                                                                            |                                                                            |                                                                           | 59. Panzerdivision (Oberst S. P. Tschernobai)                                                                            |
|                                                                            |                                                                            |                                                                           | 57. Panzerdivision (Oberst Andrei Filipowitsch Mischulin)                                                                |
|                                                                            |                                                                            |                                                                           | 221. Motorisierte Division (Oberst Pjotr M. Roitenberg)                                                                  |

| Heeresgruppe Mitte (Generalfeldmarschall Fedor von Bock) |                                                           |                                                                                            |                                                                                     |
|                                                          | Panzergruppe 3 (Generaloberst Hermann Hoth)               |                                                                                            |                                                                                     |
|                                                          |                                                           | XXXIX. Armeekorps (mot.) (General der Panzertruppe Rudolf Schmidt)                         |                                                                                     |
|                                                          |                                                           |                                                                                            | 7. Panzer-Division (Generalmajor Hans Freiherr von Funck)                           |
|                                                          |                                                           |                                                                                            | 20. Panzer-Division (Generalleutnant Horst Stumpff)                                 |
|                                                          |                                                           |                                                                                            | 14. Infanterie-Division (mot.) (Generalleutnant Friedrich Fürst)                    |
|                                                          |                                                           |                                                                                            | 20. Infanterie-Division (mot.) (Generalleutnant Hans Zorn)                          |
|                                                          |                                                           | LVII. Armeekorps (mot.) (General der Panzertruppe Adolf-Friedrich Kuntzen)                 |                                                                                     |
|                                                          |                                                           |                                                                                            | 12. Panzer-Division (Generalmajor Josef Harpe)                                      |
|                                                          |                                                           |                                                                                            | 19. Panzer-Division (Generalleutnant Otto von Knobelsdorff)                         |
|                                                          |                                                           |                                                                                            | 18. Infanterie-Division (mot.) (Generalmajor Friedrich Herrlein)                    |
|                                                          | 9. Armee (Generaloberst Adolf Strauß)                     |                                                                                            |                                                                                     |
|                                                          |                                                           | VI. Armeekorps (General der Pioniere Otto-Wilhelm Förster)                                 |                                                                                     |
|                                                          |                                                           |                                                                                            | 6. Infanterie-Division (Generalleutnant Helge Auleb)                                |
|                                                          |                                                           |                                                                                            | 26. Infanterie-Division (Generalleutnant Walter Weiß)                               |
|                                                          |                                                           | V. Armeekorps (General der Infanterie Richard Ruoff)                                       |                                                                                     |
|                                                          |                                                           |                                                                                            | 5. Infanterie-Division (General der Infanterie Karl Allmendinger)                   |
|                                                          |                                                           |                                                                                            | 35. Infanterie-Division (Generalleutnant Rudolf Freiherr von Roman)                 |
|                                                          |                                                           |                                                                                            | 161. Infanterie-Division (Generalleutnant Heinrich Recke)                           |
|                                                          |                                                           | VIII. Armeekorps (General der Artillerie Walter Heitz)                                     |                                                                                     |
|                                                          |                                                           |                                                                                            | 8. Infanterie-Division (Generalmajor Gustav Höhne)                                  |
|                                                          |                                                           |                                                                                            | 28. Infanterie-Division (Generalmajor Johann Sinnhuber)                             |
|                                                          |                                                           | XX. Armeekorps (General der Infanterie Friedrich Materna)                                  |                                                                                     |
|                                                          |                                                           |                                                                                            | 87. Infanterie-Division (Generalleutnant Bogislav von Studnitz)                     |
|                                                          |                                                           |                                                                                            | 129. Infanterie-Division (Generalleutnant Stephan Rittau)                           |
|                                                          |                                                           |                                                                                            | 162. Infanterie-Division (Generalleutnant Hermann Franke)                           |
|                                                          |                                                           |                                                                                            | 256. Infanterie-Division (Generalleutnant Gerhard Kaufmann)                         |
|                                                          |                                                           | Armeereserve                                                                               |                                                                                     |
|                                                          |                                                           |                                                                                            | 403. Sicherungs-Division (Generalleutnant Wolfgang von Ditfurth)                    |
|                                                          |                                                           |                                                                                            | 900. Infanterie-Brigade (mot.)                                                      |
|                                                          | 4. Armee (Generalfeldmarschall Günther von Kluge)         |                                                                                            |                                                                                     |
|                                                          |                                                           | XIII. Armeekorps (General der Infanterie Hans-Gustav Felber)                               |                                                                                     |
|                                                          |                                                           |                                                                                            | 78. Infanterie-Division (Generalleutnant Curt Gallenkamp)                           |
|                                                          |                                                           |                                                                                            | 252. Infanterie-Division (Generalleutnant Diether von Boehm-Benzing)                |
|                                                          |                                                           | VII. Armeekorps (General der Artillerie Wilhelm Fahrmbacher)                               |                                                                                     |
|                                                          |                                                           |                                                                                            | 7. Infanterie-Division (Generalleutnant Eccard Freiherr von Gablenz)                |
|                                                          |                                                           |                                                                                            | 23. Infanterie-Division (Generalleutnant Heinz Hellmich)                            |
|                                                          |                                                           |                                                                                            | 258. Infanterie-Division (Generalleutnant Waldemar Henrici)                         |
|                                                          |                                                           |                                                                                            | 268. Infanterie-Division (Generalmajor Erich Straube)                               |
|                                                          |                                                           | IX. Armeekorps (General der Infanterie Hermann Geyer)                                      |                                                                                     |
|                                                          |                                                           |                                                                                            | 17. Infanterie-Division (Generalleutnant Herbert Loch)                              |
|                                                          |                                                           |                                                                                            | 137. Infanterie-Division (Generalleutnant Friedrich Bergmann)                       |
|                                                          |                                                           |                                                                                            | 263. Infanterie-Division (Generalleutnant Ernst Häckel)                             |
|                                                          |                                                           |                                                                                            | 292. Infanterie-Division (Generalleutnant Martin Dehmel)                            |
|                                                          |                                                           | XXXXIII. Armeekorps (General der Infanterie Gotthard Heinrici)                             |                                                                                     |
|                                                          |                                                           |                                                                                            | 131. Infanterie-Division (Generalmajor Heinrich Meyer-Bürdorf)                      |
|                                                          |                                                           |                                                                                            | 134. Infanterie-Division (Generalleutnant Conrad von Cochenhausen)                  |
|                                                          |                                                           | XII. Armeekorps (General der Infanterie Walter Schroth)                                    |                                                                                     |
|                                                          |                                                           |                                                                                            | 31. Infanterie-Division (Generalmajor Gerhard Berthold)                             |
|                                                          |                                                           |                                                                                            | 34. Infanterie-Division (Generalleutnant Hans Behlendorff)                          |
|                                                          |                                                           | Armeereserve                                                                               |                                                                                     |
|                                                          |                                                           |                                                                                            | 221. Sicherungs-Division (Generalleutnant Johann Pflugbeil)                         |
|                                                          |                                                           |                                                                                            | 286. Sicherungs-Division (Generalleutnant Kurt Müller)                              |
|                                                          | Panzergruppe 2 (Generaloberst Heinz Guderian)             |                                                                                            |                                                                                     |
|                                                          |                                                           |                                                                                            | 10. Infanterie-Division (mot.) (Generalleutnant Friedrich-Wilhelm von Loeper)       |
|                                                          |                                                           |                                                                                            | 1. Kavallerie-Division (Generalleutnant Kurt Feldt)                                 |
|                                                          |                                                           | XXXXVI. Armeekorps (mot.) (General der Panzertruppe Heinrich von Vietinghoff)              |                                                                                     |
|                                                          |                                                           |                                                                                            | 10. Panzer-Division (Generalleutnant Ferdinand Schaal)                              |
|                                                          |                                                           |                                                                                            | SS-Division Das Reich (SS-Gruppenführer Paul Hausser)                               |
|                                                          |                                                           |                                                                                            | Infanterie-Regiment „Großdeutschland“ (Generalmajor Wilhelm-Hunold von Stockhausen) |
|                                                          |                                                           | XXXXVII. Armeekorps (mot.) (General der Panzertruppe Joachim Lemelsen)                     |                                                                                     |
|                                                          |                                                           |                                                                                            | 17. Panzer-Division (Generalmajor Karl Ritter von Weber)                            |
|                                                          |                                                           |                                                                                            | 18. Panzer-Division (Generalmajor Walther Nehring)                                  |
|                                                          |                                                           |                                                                                            | 29. Infanterie-Division (mot.) (Generalmajor Walter von Boltenstern)                |
|                                                          |                                                           | XXIV. Armeekorps (mot.) (General der Panzertruppe Leo Geyr von Schweppenburg)              |                                                                                     |
|                                                          |                                                           |                                                                                            | 3. Panzer-Division (Generalleutnant Walter Model)                                   |
|                                                          |                                                           |                                                                                            | 4. Panzer-Division (Generalmajor Willibald von Langermann und Erlencamp)            |
|                                                          | Heeresgruppenreserve                                      |                                                                                            |                                                                                     |
|                                                          |                                                           | Befehlshaber rückwärtiges Heeresgebiet 102 (General der Infanterie Max von Schenckendorff) |                                                                                     |
|                                                          |                                                           |                                                                                            | 102. Infanterie-Division (Generalleutnant John Ansat)                               |
|                                                          |                                                           | LIII. Armeekorps (General der Infanterie Karl Weisenberger)                                |                                                                                     |
|                                                          |                                                           |                                                                                            | 45. Infanterie-Division (Generalleutnant Fritz Schlieper)                           |
|                                                          |                                                           |                                                                                            | 52. Infanterie-Division (Generalmajor Lothar Rendulic)                              |
|                                                          |                                                           |                                                                                            | 167. Infanterie-Division (Generalleutnant Hans Schönhärl)                           |
|                                                          |                                                           |                                                                                            | 255. Infanterie-Division (Generalleutnant Wilhelm Wetzel)                           |
|                                                          |                                                           |                                                                                            | 267. Infanterie-Division (Generalleutnant Friedrich Karl von Wachter)               |
|                                                          | Armeeoberkommando 2 (Generaloberst Maximilian von Weichs) |                                                                                            |                                                                                     |
|                                                          | OKH-Reserven                                              |                                                                                            |                                                                                     |
|                                                          |                                                           | Höheres Kommando z. b. V. XXXV (General der Artillerie Rudolf Kaempfe)                     |                                                                                     |
|                                                          |                                                           |                                                                                            | 15. Infanterie-Division (Generalleutnant Ernst-Eberhard Hell)                       |
|                                                          |                                                           |                                                                                            | 112. Infanterie-Division (Generalleutnant Friedrich Mieth)                          |
|                                                          |                                                           |                                                                                            | 197. Infanterie-Division (Generalleutnant Hermann Meyer-Rabingen)                   |
|                                                          |                                                           |                                                                                            | 293. Infanterie-Division (Generalleutnant Justin von Obernitz)                      |
|                                                          |                                                           | XXXXII. Armeekorps (General der Pioniere Walter Kuntze)                                    |                                                                                     |
|                                                          |                                                           |                                                                                            | 106. Infanterie-Division (Generalleutnant Ernst Dehner)                             |
|                                                          |                                                           |                                                                                            | 110. Infanterie-Division (Generalleutnant Ernst Seifert)                            |

|  | Luftflotte 2 (Generalfeldmarschall Albert Kesselring) |                                                      | |
|  |                                                       | direkt unterstellt                                   | |
|  |                                                       |                                                      | 2./Fernaufklärungsgruppe 122; 1./Fernaufklärungsgruppe Ob.d.L.; Wettererkundungsstaffel 26; Kampfgruppe z.b.V. 9 |
|  |                                                       | II. Fliegerkorps (General der Flieger Bruno Loerzer) | |
|  |                                                       |                                                      | 1./Fernaufklärungsgruppe 122, Kampfgruppe z.b.V. 102                                                             |
|  |                                                       |                                                      | Stab, I. und II./Kampfgeschwader 3                                                                               |
|  |                                                       |                                                      | Stab, I. und III./Kampfgeschwader 53                                                                             |
|  |                                                       |                                                      | I./Schnellkampfgeschwader 210                                                                                    |
|  |                                                       |                                                      | Stab und III./Sturzkampfgeschwader 1                                                                             |
|  |                                                       |                                                      | Stab, I., II., III. und IV./Jagdgeschwader 51                                                                    |
|  |                                                       | I. Flakkorps (Generalmajor Walther von Axthelm)      | |
|  |                                                       |                                                      | Flak-Regiment 101 mit Flak-Abteilung 77, I./12, I./22                                                            |
|  |                                                       |                                                      | Flak-Regiment 104 mit Flak-Abteilung 91, I. und II./11                                                           |

## Die Smolensker Kesseloperationen

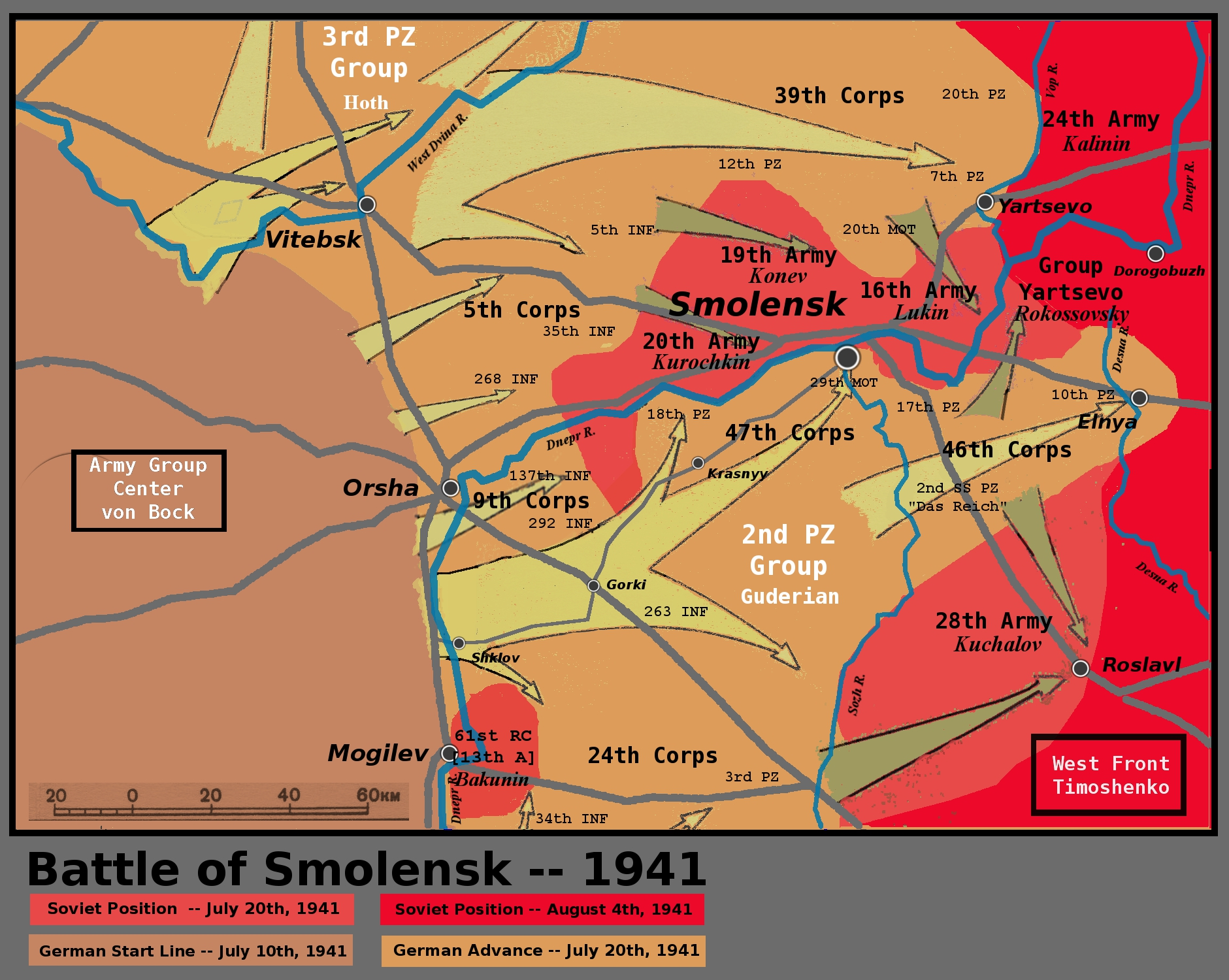
Die erste Phase der Schlacht um Smolensk 10. Juli bis 5. August 1941

### Deutscher Zangenangriff
Am 10. Juli eröffneten die deutsche 4. Armee (GFM von Kluge) und die beiden Panzergruppen die Offensive in Richtung Smolensk. Nach der angestrebten Vernichtung der sowjetischen Kräfte in einer weiteren Kesselschlacht sollten die deutschen Panzerkräfte zum konzentrischen Angriff auf Moskau vorrücken.
Die Panzergruppe 3 unter Generaloberst Hermann Hoth stieß aus dem Raum Witebsk nach Nordosten vor, die Spitze des nach Demidow angesetzten Angriffkeiles wurde durch das XXXIX. Armeekorps (mot.) gebildet. Nördlich von Smolensk wurde die Verteidigung der sowjetischen 19. Armee (Generalmajor Konew) durchbrochen und die 7. und 20. Panzerdivision südlich der Disna vorgehend in den Raum Jarzewo beordert. Dabei wurden starke sowjetische Verteidigungsstellungen geschickt umgangen.
Ebenfalls am 10. Juli führte die Panzergruppe 2 unter Generaloberst Heinz Guderian den südlichen Angriffskeil vor. Das XXXXVII. Armeekorps (mot.) (General Lemelsen) erkämpfte mit der 18. und 17. Panzerdivision bei Kopys südlich von Orscha am 11. Juli den Übergang über den Dnjepr, dahinter folgte das IX. Armeekorps nach. Guderian entschloss sich zu diesem Übergang in einem schlecht an Verkehrswege angeschlossenen Gelände, der den Verbrauch von Brückenbaumaterial nötig machte, nachdem seine Versuche gescheitert waren, die innerstädtischen Flussübergänge in Rogacev und Mogilev im Handstreich zu nehmen.
Der nach dem Flussübergang direkt auf das südliche Vorfeld von Smolensk angesetzte Hauptstoß wurde rechts durch das XXXXVI. Armeekorps (mot.) (General Vietinghoff) begleitet, welches die Stoßrichtung auf Jelnja einschlug. Am 15. Juli setzte die Rote Armee bei Rudnja erstmals ihre neue Raketengeschütze „M-8 Katjuscha“ ein.

### Kämpfe im Raum Smolensk

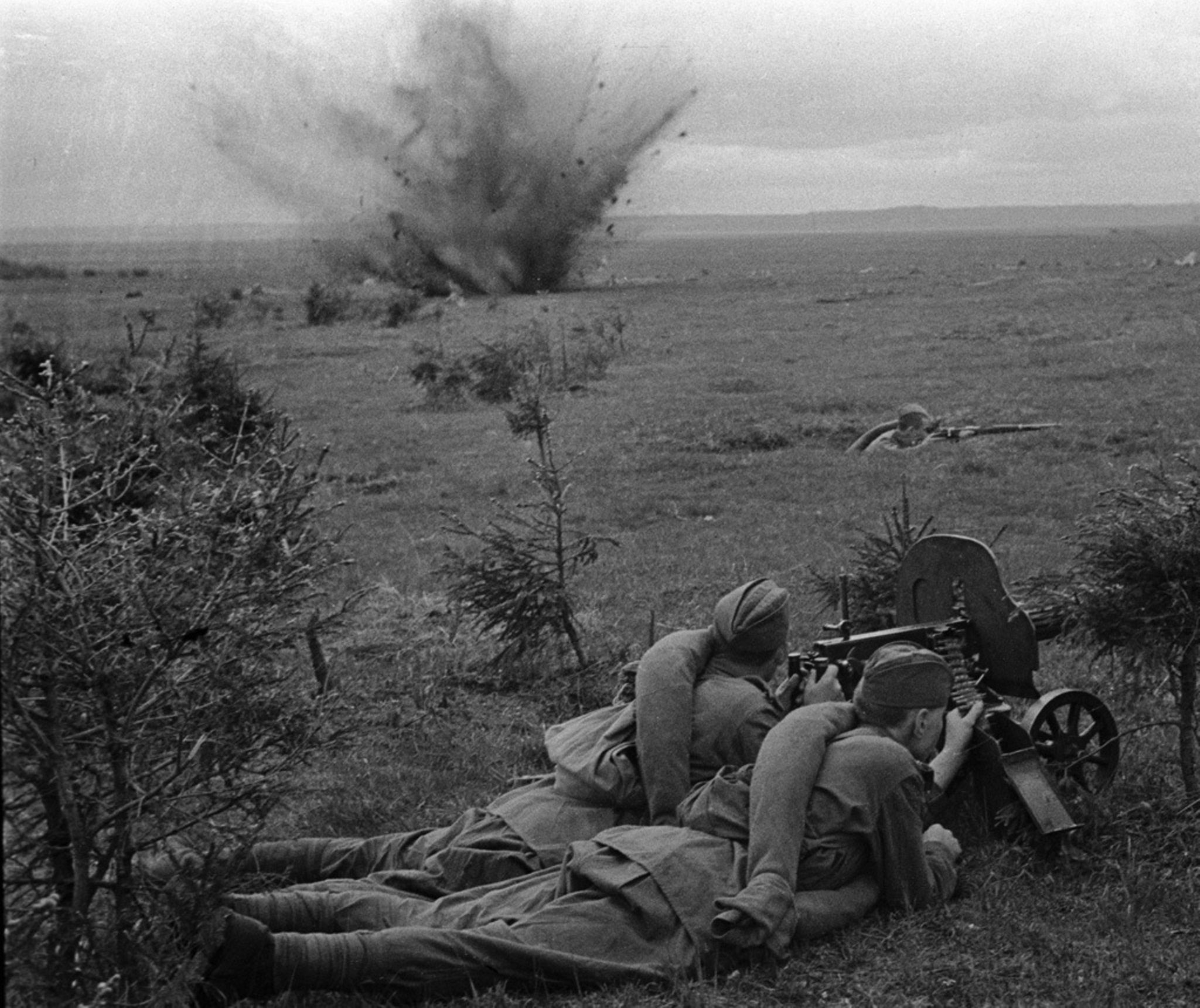
Soldaten der sowjetischen 20. Armee bei Kämpfen am Dnepr-Ufer westlich von Dorogobusch am 1. September 1941

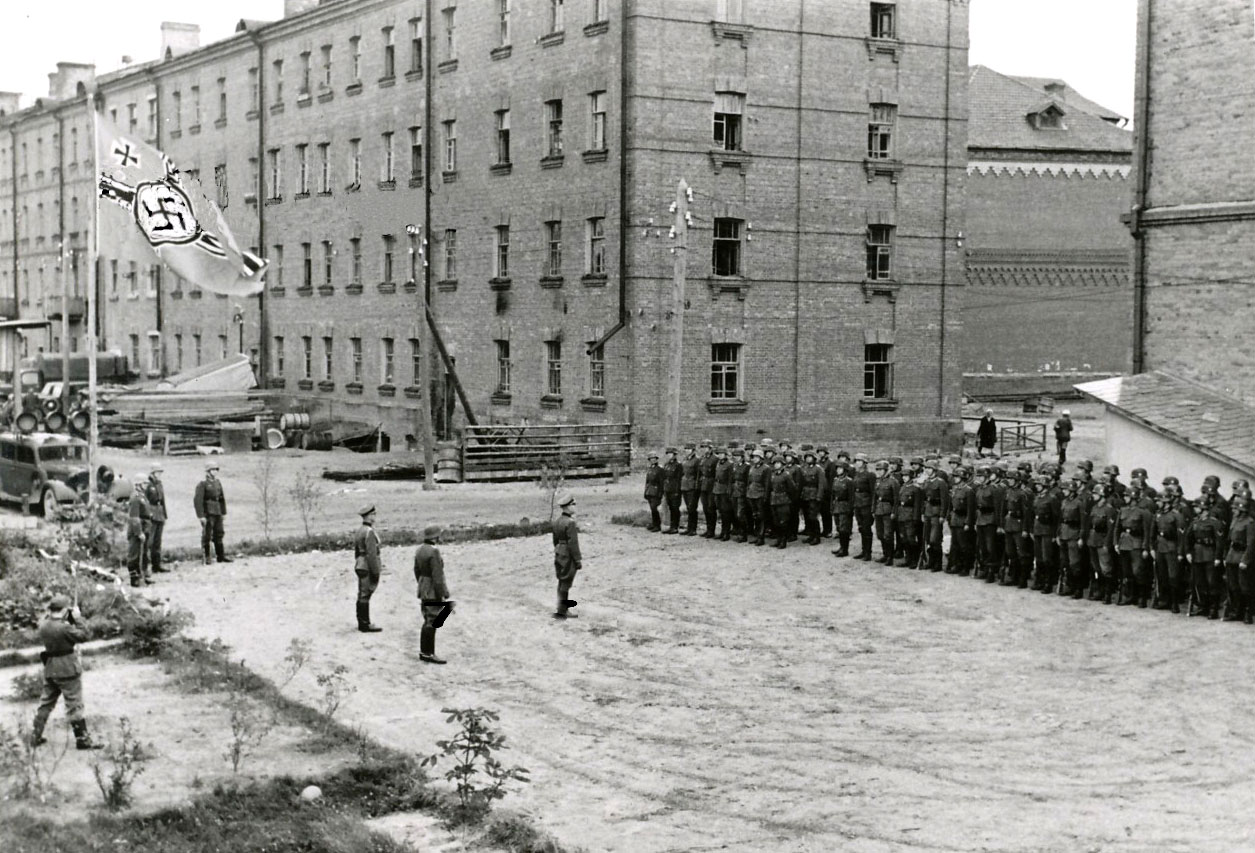
Deutsche Soldaten in der eroberten sowjetischen Garnison von Smolensk 1941

Vom Korps des Generals Vietinghoff war die 10. Panzer-Division zwischen Potschinok und Jelnja eingetroffen, die SS-Division „Das Reich“ war bei Mstislawl, das Infanterie-Regiment Großdeutschland nach Rekotka vorgezogen. Beim XXXXVII. Armeekorps (mot.) erreichte die 18. Panzer-Division den Katynka-Abschnitt zwischen Gusino und Katyn. Die 17. Panzer-Division war aus ihrer Flankenschutz-Aufgabe in den Raum südlich Smolensk umgruppiert, um in die Flanke der sowjetischen Kräfte zwischen Ljady—Dubrowno zu gelangen. Die deutsche 29. Infanterie-Division (mot.) (Generalleutnant Boltenstern) drang von Süden her in Smolensk ein, die 18. Panzer-Division näherte sich der Stadt vom Südosten her. Die Infanterie-Regimenter 15 und 71 rangen mit Einheiten der sowjetischen 16. Armee. Im Häuserkampf wurde von den deutschen Truppen über den Dnjepr gesetzt und bis 19. Juli auch der Nordteil der Stadt erobert. Am 17. Juli hatte die Stawka Generalmajor Rokossowski damit beauftragt, die Verteidigung im Raum Jarzewo gegenüber der Panzergruppe 3 zu organisieren. Die 7. Panzer-Division erreichte im Raum Jarzewo als Spitze Hoths die Linie Ustje – Kresty und schloss den nördlichen Ring des sich im Raum Smolensk bildenden Kessels.

## Schlacht um Mogilew
Am 8. Juli war Generalleutnant Filatow schwer verwundet worden; er starb am 14. Juli in einem Moskauer Lazarett. Zum neuen Kommandanten der sowjetischen 13. Armee wurde Generalleutnant F. N. Remezow bestellt. Am 5. Juli übernahm Generalmajor Fjodor Alexejewitsch Bakunin in Orscha das Kommando über das sowjetische 61. Schützenkorps, das mit der Stärke von etwa drei Divisionen den Dnjepr-Abschnitt im Raum Mogilew deckte. Dabei handelte es sich um die weitgehend intakten 172. und 110. Schützen-Divisionen, um Reste der 84. und 100. Schützen-Division sowie weitere zuvor versprengte Einheiten. Am 3. Juli begannen die Verteidiger mit Hilfe von Arbeitskommandos der örtlichen Zivilbevölkerung mit dem Ausbau von Verteidigungsanlagen.
Das deutsche XXIV. Armeekorps (mot.) rückte im Verein mit dem VII. Armeekorps der 4. Armee gegen den Dnjepr-Abschnitt im Raum Mogilew vor. Am 12. Juli startete das deutsche XXXXVI. Armeekorps (mot.) aus dem östlichen Dnjepr-Brückenkopf den Vorstoß in Richtung auf Gorki zum Pronja-Abschnitt. Am 14. Juli umging die Vorausabteilung der deutschen 3. Panzerdivision Mogilew und nahm Tschaussy ohne Widerstand. Am 13. Juli begann die sowjetische 21. Armee (General Kusnezow) einen starken westlichen Dnjepr-Brückenkopf bei Shlobin auszubauen. Das 63. Schützenkorps (Generalleutnant Leonid Grigorjewitsch Petrowski) führte in der Rogatschew-Shlobiner Operation einen Angriff gegen die südliche Flanke der Panzergruppe 2 durch.
Aus deutscher Sicht war Mogilew inzwischen nicht mehr als Flussübergang entscheidend, aber sehr wohl als Straßen- und Eisenbahnknotenpunkt. Zudem war das Umland der Stadt zum sowjetischen Brückenkopf westlich des Dnjepr geworden. Mogilew schirmte zudem als befestigte Stadt eine Truppenkonzentration östlich des Flusses ab, die die rechte Flanke der nördlich vorbeigestoßenen Panzergruppe 2 bedrohte.
Am 16. Juli erhielt das VII. Armeekorps (General der Artillerie Fahrmbacher) den Befehl zur Eroberung Mogilews, vorerst mit zwei Divisionen: Am 20. Juli, 14:00 Uhr, eröffnete die 23. Infanterie-Division von Südwesten, die 7. Infanterie-Division von Nordwesten her den Angriff. Hauptziel war die Straßenbrücke über den Dnjepr. Nach rund 35 Minuten war jeweils einem Regiment der beiden Divisionen der Flussübergang mit Booten gelungen. Das weitere deutsche Vorgehen blieb angesichts der heftigen sowjetischen Verteidigung stecken. Diese vereitelte auch den Bau von Brücken zum Nachziehen weiterer Truppen und Fahrzeuge. Der von Fahrmbacher geplante Handstreich war damit misslungen.
Am 21. Juli verstärkte die deutsche Seite ihre über den Fluss gegangene Infanterie, während die sowjetische Seite die in der Nacht zusammengezogene Artillerie intensiv nutzte. Nachdem es den Tag über trotz heftiger Kämpfe keine relevanten Geländeverschiebungen gegeben hatte, nahm eine deutsche Kompanie am Abend für kurze Zeit die Straßenbrücke, wurde wieder von ihr vertrieben, setzte sich aber in einer günstigen Stellung fest, um den Brückenübergang durch Beschuss zu sperren. Die sowjetische Seite konnte damit nur noch die weiter östlich gelegene Eisenbahnbrücke nutzen. Zudem gelang am Abend der 7. Infanterie-Division durch massiven Einsatz von Nebelwerfern erstmals ein spürbarer Geländegewinn und in der Nacht eroberte das Infanterie-Regiment 9 (23. Infanterie-Division) den südlich gelegenen Stadtteil Lupolowo.
Am 22. Juli überquerte als Verstärkung der beiden kämpfenden deutschen Divisionen die 78. Infanterie-Division im Bereich Borkolabowo, rund 30 Kilometer südlich von Mogilew, den Dnjepr, griff die sowjetische Verteidigung im Rücken an und machte rasche Geländegewinne, so dass die sowjetische Seite auch zur Eisenbahnbrücke keine Kräfte aus weiterer Entfernung mehr zuführen konnte. Am selben Tag erreichte das Infanterie-Regiment 9 die unbeschädigte Straßenbrücke, die sich damit in deutscher Hand befand. Allerdings sperrten nun die sowjetischen Kräfte am Westufer den Brückenübergang durch Feuer. Im nördlichen Abschnitt machte die 7. Infanterie-Division an diesem Tag weitere Geländegewinne trotz gut ausgebauter sowjetischer Stellungen und Minenfelder und stieß nach Südosten vor, um Mogilew ganz einzuschließen. Ein sowjetischer Gegenangriff in der folgenden Nacht wurde nach anfänglichen Erfolgen zurückgeschlagen.
Unterdessen begann im Raum Bychow eine Offensive der 21. sowjetischen Armee (Generaloberst Kusnezow) mit dem Ziel, die belagerten Truppen im Raum Mogilew zu erreichen. Generalfeldmarschall von Kluge war daher gezwungen, neben dem VII. Armeekorps auch Teile des XII. Armeekorps einzusetzen. 
Am Morgen des 23. Juli erreichte die 7. Infanterie-Division auch die Eisenbahnbrücke. Da auch die 78. Infanterie-Division weiter vorging, wurde Mogilew an diesem Tag von Süden, Osten und Nordosten eng eingeschlossen. Die sowjetische 13. Armee mit dem 61. Schützenkorps und dem 20. Mechanisierte Korps war vollständig abgeschnitten. Südöstlich der Stadt wurde bis zum Mittag eine eingeschlossene sowjetische Truppenkonzentration vernichtet. 5.000 Soldaten gingen dort in deutsche Gefangenschaft. Dies machte Teile der 78. Infanterie-Division für ein raumgreifendes weiteres Vorgehen in Richtung Osten frei. Am späten Nachmittag griff die 15. Infanterie-Division als weitere deutsche Reserve den Westteil Mogilews entlang der Straße Knjaschizy – Mogilew an. Der sowjetische Widerstand war zu diesem Zeitpunkt bereits weitgehend zusammengebrochen, so dass noch am Abend eine wichtige Artilleriebeobachtungsstellung in deutsche Hände fiel. Am Abend wurde die 7. Infanterie-Division aus den Kämpfen herausgelöst und schloss sich dem weiteren Vorstoß nach Osten an. Kurzfristig gelang den Deutschen später die Bildung eines Brückenkopfs am nördlichen Ende der Straßenbrücke im Stadtkern, der aber von den Verteidigern zerschlagen wurde.
Am 24. Juli kam die deutsche Seite nur langsam voran, zog den Belagerungsring aber insgesamt eng bis an das bebaute Stadtgebiet heran. Fahrmbacher beauftragte die 15. Infanterie-Division mit der endgültigen Eroberung des Stadtgebiets, während er seine eigenen Korpsverbände schonen wollte. Am Abend gelang den Deutschen an mehreren Stellen der Einbruch ins eigentliche Stadtgebiet. Der folgende Tag brachte nur vereinzelte schwere Häuserkämpfe und keine größeren räumlichen Verschiebungen. Am 25. Juli machte die 15. Infanterie-Division gegen zunehmend erlahmende Verteidiger größere Geländegewinne. Nach zwei Tagen des Kampfes befahl Generalmajor Bakunin der Garnison für die Nacht zum 26. Juli den Ausbruch nach Osten, der nur dem 20. Mechanisierten Korps (Generalmajor N. D. Wedenejew) gelang. Daraufhin erlahmte die Verteidigung rasch. Um 11:15 Uhr am 26. Juli stellten die Deutschen eine dauerhafte Verbindung zwischen ihren Truppen beidseits der Straßenbrücke her, die allerdings kurz zuvor von den Verteidigern gesprengt worden war. Damit waren die Kampfhandlungen weitgehend beendet.
Während das VII. Armeekorps mit seinen verbliebenen Kräften sofort den Vorstoß nach Osten wieder aufnahm, kämpfte die 15. Infanterie-Division noch bis zum Abend des 27. Juli im Raum Mogilew, bis die letzten sowjetischen Truppen besiegt waren. Die Straßenbrücke über den Dnjepr wurde im Verlauf des 27. Juli wieder hergestellt. Bei den Kämpfen um die Stadt machten die Deutschen rund 35.000 Gefangene.
Wegen der Aufgabe von Mogilew wurde der bisherige Kommandant der 13. Armee, Generalleutnant F. N. Remezow am 26. Juli durch Generalmajor K. D. Golubew ersetzt.

## Sowjetische Gegenmaßnahmen

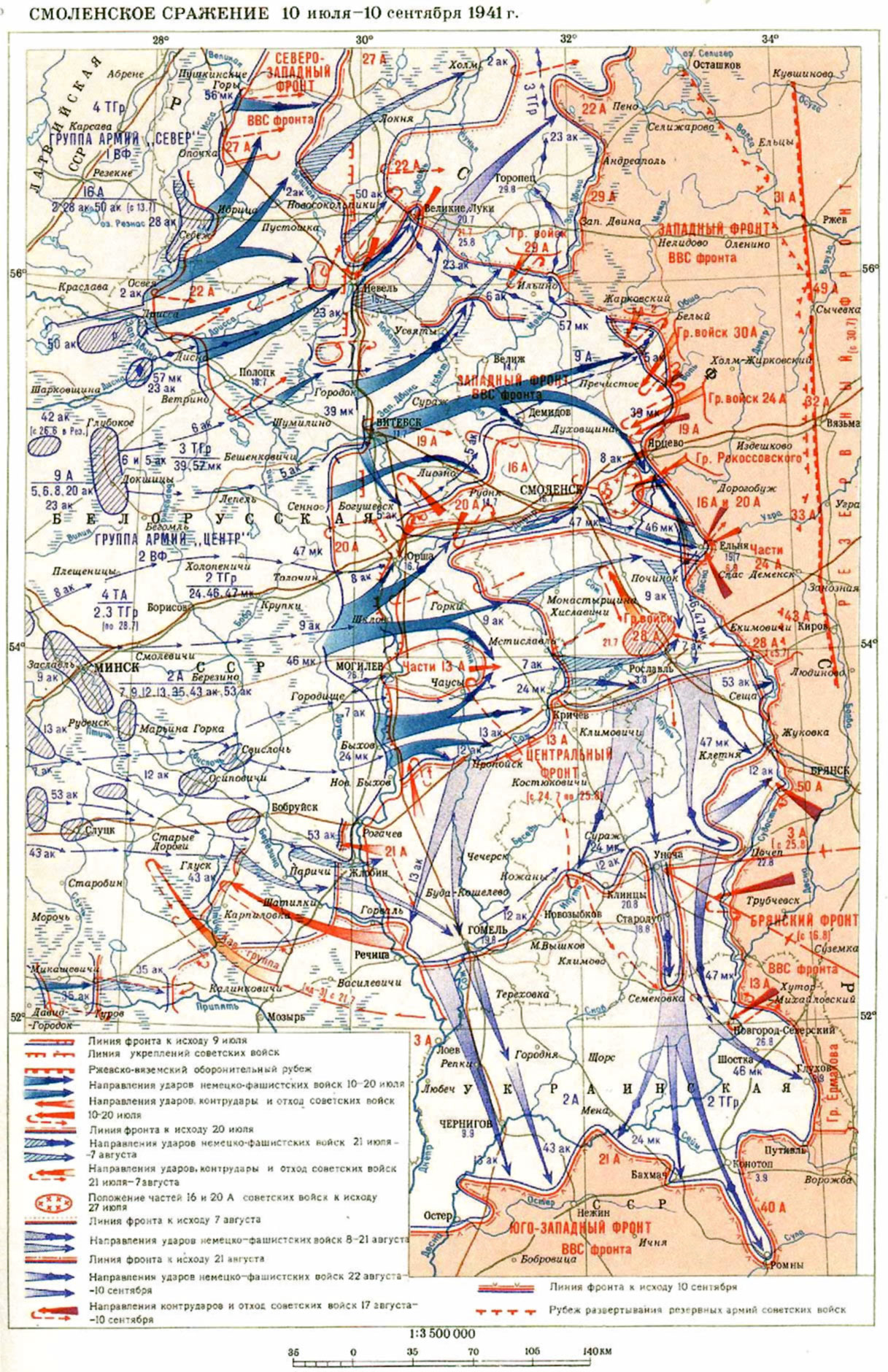
Smolensker Operation 1941 (russische Karte)

Ab 12. Juli richtete die Stawka zur Stützung der Westfront fünf neue Einsatzgruppen ein, um die deutschen Angriffskeile aufzuhalten. Es sollten konzentrierte Gegenangriffe in Richtung Smolensk geführt werden, die direkte Führung der Einsatzgruppen wurde Generalleutnant Jerjomenko übertragen, der seit 19. Juli wieder die Führung der Westfront innehatte.
- Einsatzgruppe Maslennikow (252., 256. und 243. Schützen- sowie 50. und 53. Kavalleriedivision) sollte im Norden in Richtung Welisch und Demidow angreifen.
- Operative Gruppe Chomenko (242., 250. und 251. Schützen-Division) und Gruppe Kalinin (53. Schützenkorps mit 89., 91., 166. Schützendivision) – aus dem Nordosten auf Duchowschtschina.
- Einsatzgruppe von K. K. Rokossowski (2 Schützen- und 1 Panzerdivision) – von Osten her gegen Jarzewo.
- Operative Gruppe Katschalow (149., 145. Schützen- und 104. Panzerdivision) – aus dem Südosten von Roslawl gegen Potschinok.

Aus der operativen Gruppe Katschalow wurde die 28. Armee gebildet, welche die Verteidigung an der Desna führte. Aus der Gruppe Maslennikow wurde die 29. Armee, aus der Gruppe Chomenko die 30. Armee gebildet, die Gruppe Kalinin wurde wieder als 24. Armee bezeichnet. Aus der Einsatzgruppe Rokossowski wurde die zweite Formation der 16. Armee gebildet.
An der Südflanke der Westfront wurde die 21. Armee (ab 15. Juli unter General W. F. Gerassimenko) beauftragt, einen Gegenangriff bei Bobruisk vorzubereiten, während die 13. Armee am Sosch-Abschnitt bei Propoisk forcierte.
Zum Schutze der bedrohten Hauptstadt Moskau wurde am 18. Juli auf Stalins Befehl zusätzlich zur bereits bedrängten „Reservefront“ noch die Heeresgruppe „Moskauer Front“ unter Generalleutnant Artemjew gebildet, welche vier weitere Armeen – die 31., 32., 33. und 34. – unterstellt wurden. Diese Reservetruppen wurden unverzüglich zum Ausbau der ersten Moskauer Schutzstellung verwendet, bei Moschaisk wurden 16 Schützendivisionen konzentriert.

### Beendigung der Kesselschlacht

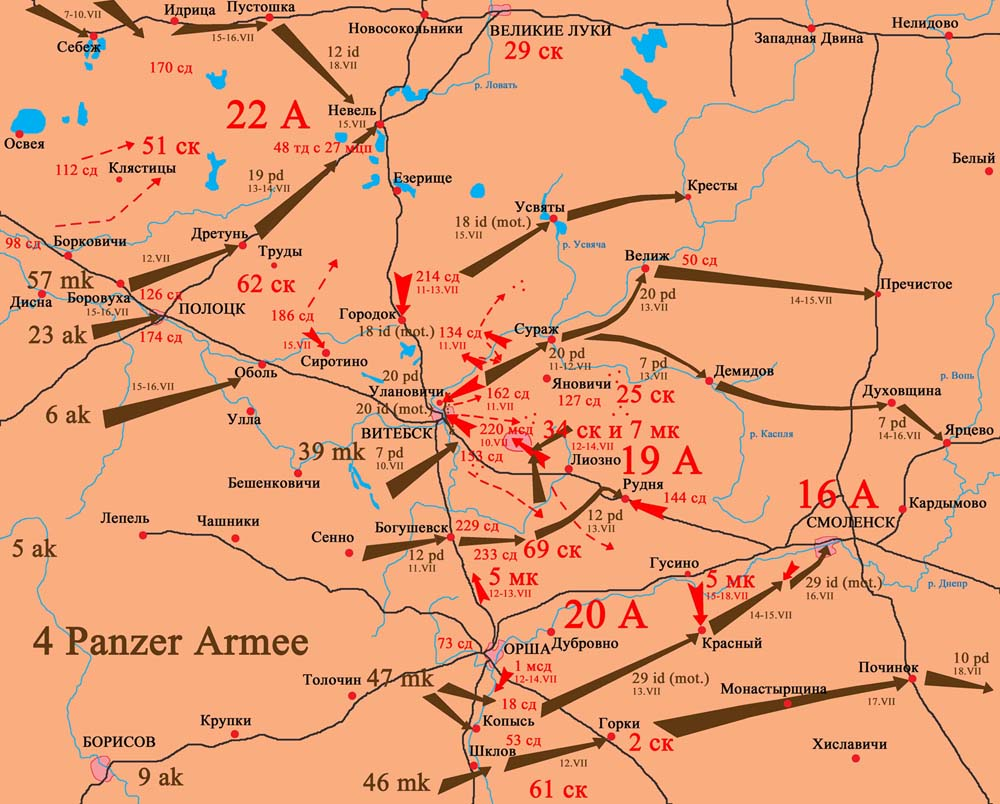
Lage zwischen Witebsk und Smolensk, Mitte Juli 1941, bei der falsch bezeichneten 4. Panzerarmee handelt es sich um die Panzergruppe 2

Die Ankunft des V. Armeekorps (5. und 35. Infanterie-Division) und des VIII. Armeekorps (8. und 28. Infanterie-Division) entlastete die schwache Kesselfront im Westen von Smolensk. Die 137. Infanterie-Division nahm Verbindung mit der noch in Smolensk kämpfenden 29. Infanterie-Division (mot.) auf. Ab 23. Juli griff das V. Armeekorps (General Ruoff) der 9. Armee vom Westen her in die Kämpfe ein und verengten die dortige Kesselfront. Bevor die Infanteriedivisionen des deutschen IX. Armeekorps (General Geyer) nachgerückt waren, war die Lage der durchgebrochenen Panzerverbände im Raum Jelnja noch kritisch. Die 268. Infanterie-Division verstärkte das unter sowjetischen Gegenangriffen stehende XXXXVI. Armeekorps (mot.) im Raum Jelnja.
Am 24. Juli wurde durch den Durchbruch der 17. Panzerdivision und SS-Division „Das Reich“ nach Dorogobusch der Kessel um Smolensk geschlossen. Die Moskauer motorisierte 1. Schützendivision (Oberst Alexander Lisjukow) hielt nordöstlich der Stadt Jarzewo entlang des Flusses Wop einen Brückenkopf besetzt, sie hatte zuvor den Dnjepr-Abschnitt zwischen Solowjowo und Ratschino verteidigt und versuchte bis Anfang August einen Rückzugsweg für die ausbrechenden Truppen der 16. Armee offen zuhalten.
Bis zum 5. August 1941 wurden über 300.000 Rotarmisten mit 3.200 Panzern und 3000 Geschützen eingeschlossen; die sowjetischen Truppen unternahmen heftige Ausbruchsversuche. Zeitweise gelang es ihnen, den Kessel aufzubrechen und zahlreiche Truppen zu verlegen, der Großteil der sowjetischen 16., 19. und 20. Armee geriet jedoch in deutsche Kriegsgefangenschaft.
Das jetzt freigewordene deutsche V. und VIII. Armeekorps wurden an die neue östliche Front bei Duchowschtschina und Jarzewo verlegt.

## Zweite Operationsphase bis Anfang September

### Deutsche Offensive auf Roslawl, Rogatschew und Gomel
Nachdem die Frontbreite der Westfront sich auf mehrere Hundert Kilometern ausgedehnt hatte, wurde der südliche Abschnitt ab 24. Juli als Zentralfront selbständig neu organisiert.
Zum Oberbefehlshaber der neuen Front wurde Generaloberst Kusnezow (ab 7. August General Jefremow) bestellt, das Oberkommando der Front etablierte sich im Raum Gomel, der Stab wurde von der aufgelösten 4. Armee übernommen, Generalmajor Sandalow fungierte als Stabschef der Front. Der Zentralfront unterstanden zunächst die 13. Armee und die 21. Armee, ab 1. August trat die neu aufgestellte 3. Armee hinzu. Nachdem die 28. Armee bis 5. August im Raum Roslawl zerschlagen wurde, erfolgte am 10. August ihre Auflösung. Am 16. August wurde am nördlichen Flügel der Zentralfront die neue Brjansker Front etabliert, welcher neben der 13. Armee auch die 3. und 50. Armee unterstellt wurde. Schon am 24. August erfolgte die Auflösung der Zentralfront und die Übertragung ihrer Truppen unter die Brjansker Front, die 3. und 21. Armee wurden dabei wegen ihrer Verluste zusammengefasst. Den Oberbefehl der Brjansker Front hatte wegen besserer Koordination mit der Westfront (jetzt wieder unter Führung von Timoschenko) Generalleutnant Jerjomenko erhalten.
Die Unterstellung der Panzergruppe 2 unter dem Befehl der 4. Armee wurde vom OKW aufgehoben. Die jetzt zeitweilig als Armeegruppe Guderian bezeichnete Panzergruppe stellte das VII. Armeekorps mit der 7., 23., 78. und 197. Infanterie-Division für den Angriff auf Roslawl bereit. Das XXIV. Armeekorps (mot.) übernahm mit der 7. Infanterie- und 10. Infanterie-Division (mot.) den Schutz der tiefen rechten Flanke gegenüber der im Raum Klimowitschi—Miloslawitsohi konzentrierten sowjetischen 21. Armee. Die deutsche 292. Infanterie-Division des IX. Armeekorps umfasste die Stadt nach Westen hin und die 137. Infanterie-Division sicherte gegen den Desna-Abschnitt mit der Front nach Osten. Roslawl fiel infolge am 3. August in die Hände der 4. Panzer-Division und des VII. Armeekorps.
Am 12. August begann die Offensive des deutschen XII. und XIII. Armeekorps (7 Infanterie-Divisionen) der 2. Armee in Richtung auf Gomel, wo die sowjetische 21. Armee (Generalmajor W. N. Gordow) verteidigte. Der Versuch des sowjetischen 67. Schützenkorps am 13. August bei Retschitza einen Gegenangriff gegen die deutsche 167. Infanterie-Division einzuleiten, scheiterte. Die sowjetische 117., 187. Schützen- und 219. motorisierte Division wurden über den Fluss Sosch zurückgedrängt. dabei wurde der Kommandant des 67. Schützenkorps, Generalmajor Galitzki schwer verwundet. Als Ergebnis der deutschen Angriffe aus dem Norden und Westen wurden 5 sowjetische Divisionen (vom 63. Schützenkorps die 61. und 154. Schützendivision, vom 67. Schützenkorps die 102., 151. und 167. Schützendivision) im Osten von Shlobin bis zum 15. August vollständig umzingelt und von den Divisionen des deutschen XXXXIII., XII. und LIII. Armeekorps blockiert. Nur der 154. Schützendivision (Generalmajor J. S. Fokanow) gelang die Flucht aus der Umzingelung, indem der Ausbruch im Raum Gubitschi erkämpft wurde.
Um Gomel in Folge im Osten zu umgehen, begann die 1. Kavallerie-Division am 17. August damit, den Fluss Sosch bei Wetka zu überschreiten. Als Verstärkung der neu formierten sowjetischen Zentralfront trafen am folgenden Tag die 266. und die 277. Schützen-Division im Kampfgebiet ein. Am 19. August näherten sich die deutsche 17., 131. und 267. Infanterie-Division der Stadt, die Überquerung des Sosch wurde südlich von Gomel vollzogen. Dem im Raum Kritschew vorgehenden XXIV. Armeekorps (mot.) gelang mit der 3. Panzer-Division die Einnahme des Verkehrsknoten Mglin (16. August) und von Unetscha (17. August). Nacheinander gelang die Besetzung von Shlobin, Rogatschew und Gomel, dabei wurden von der Panzergruppe 2 und der 2. Armee 78.000 Gefangene sowie 144 Panzer und mehr als 700 Geschütze eingebracht oder erbeutet.
Das Oberkommando der Wehrmacht änderte nach Hitlers Willen und gemäß der neuen Lage am nördlichen Flügel der Heeresgruppe Süd ihre strategischen Ziele. Nicht Moskau, sondern die ukrainischen Industriegebiete am Donbass sollten zuerst genommen werden. Die Truppen westlich von Moskau sollten vorerst in Verteidigung übergehen, während im Raum Kiew eine neue Kesselschlacht zur Umfassung der sowjetischen Südwestfront vorbereitet werden sollte. Generaloberst Guderian wurde für den 23. August ins Hauptquartier nach Rastenburg einbestellt; entgegen seiner Bedenken wurde ihm befohlen, seine drei Panzerkorps aus den Kämpfen östlich von Smolensk zu lösen und nach Süden abzuschwenken.

### Sowjetische Gegenangriffe bei Duchowschtschina und Jelnja
Ab 8. August kam es im Raum Duchowschtschina im Abschnitt der deutschen 9. Armee zu neuen Gegenangriffen durch die sowjetische 19. und 30. Armee. Beim angegriffenen V. und VIII. Armeekorps (Generaloberst Heitz) kam es ab 17. August zur Krise. Ein Einbruch an der Front der 161. Infanterie-Division konnte erst Ende August durch das Heranziehen der 87. Infanterie-Division gemeistert werden.
Im Rahmen der großräumig geführten Smolensker Operationen befahl Marschall Timoschenko am 28. August nach dem vollständigen Aufmarsch der Reservearmeen und der Neuformation mehrerer Großverbände für 1. September neue Großoffensiven zur Rückeroberung von Smolensk. Neben dem seit 18. August durch die neu formierte sowjetische 16. und 20. Armee laufenden Angriff in Richtung auf Duchowschtschina wurde ein weiterer Schwerpunkt gegen den Jelnja-Frontbogen angesetzt:
- 30. Armee (250., 242., 251., 162. und 134. Schützen- und 107. mot. Division) – Angriff im Raum Demidow
- 19. Armee (244., 166., 91., 89., 50. und 64. Schützen- und 45. Kavallerie-Division)
- 16. Armee (152., 38. und 108. Schützen-, 1. und 18. mot. Division)
- 20. Armee (144., 73., 229., 153., 161. und 129. Schützen-Division)
- 24. Armee (19., 100. 106., 107., 120., 303. und 309. Schützen- und 103. mot. Division) – Flankenangriffe beidseitig von Jelnja
- 43. Armee (53., 149., 211. und 222. Schützen-Division) – Vorstoß in Richtung Roslawl

Die Offensive von Jelnja fand von 30. August bis 9. September statt und erlangte große Bedeutung als erste erfolgreiche sowjetische Gegenoffensive des Krieges. Dabei gelang es der sowjetischen 24. Armee (Generalleutnant Rakutin) den durch das deutsche IX. und XX. Armeekorps (General Materna) mit dem jetzt durch die 7., 15., 78., 268. und 282. Infanterie-Division besetzt gehaltenen Frontbogen um Jelnja durch Flankenangriffe zurückzuerobern. Erstmals wurden die dabei eingesetzten Einheiten der Roten Armee mit dem neuen „Garde“-Titel ausgezeichnet.

## Folgen
Diese Schlacht war wie die Kesselschlacht bei Białystok und Minsk zuvor ein großer operativer Erfolg für die Wehrmacht. Erneut erlitt die Rote Armee schwere Verluste; hunderttausende sowjetische Soldaten wurden gefangen genommen, zahlreiches Kriegsgerät zerstört oder von den Deutschen erbeutet. Die Kesselschlacht hatte aber auch auf deutscher Seite große Verluste verursacht. Außerdem war es der Roten Armee gelungen, den deutschen Vormarsch zwei Monate lang aufzuhalten. Dadurch war eine bedeutende Verzögerung entstanden und die deutsche Blitzkriegskonzeption erlitt einen Rückschlag. Dies gab der Roten Armee Zeit und Gelegenheit, die Verteidigung Moskaus vorzubereiten.
In der Smolensker Operation hatte die Rote Armee vom 10. Juli bis zum 10. September 1941 760.000 Mann an personellen Ausfällen zu verzeichnen (davon rund 486.000 Tote, Vermisste und Gefangene und 274.000 Verwundete).
Laut Andreas Hillgruber hielt in erster Linie der unerwartet zähe sowjetische Widerstand in der Schlacht Japan von einem Eingreifen in den deutsch-sowjetischen Krieg ab. Mitte Juli 1941 war die Führung der japanischen Armee noch von einem schnellen Sieg Deutschlands überzeugt gewesen und traf Vorbereitungen für einen Angriff. Unter dem Eindruck des zähen Ringens kam man jedoch zur Schlussfolgerung, dass die Wehrmacht eventuell erst bis Jahresende Moskau erobern könne, und dies den Krieg auch nicht entscheiden würde. Diesem Nichteingreifen spricht Hillgruber kriegsentscheidende Bedeutung zu.
Während der Kesselschlacht bei Smolensk erbeutete die Wehrmacht nahezu das gesamte Archiv der lokalen sowjetischen Verwaltungsbehörden inklusive des NKWD von 1917 bis 1939. Die ungeordneten Akten wurden vollständig in das Deutsche Reich abtransportiert. Dort fielen sie 1945 US-amerikanischen Truppen in die Hände und wurden in die USA gebracht. Erst in Amerika wurden die Dokumente ausgewertet und gaben erstmals einen ungefilterten Blick auf die Lebensverhältnisse in der Sowjetunion der 1920er und 1930er Jahre.